# Pierre de Saint Jacob
 (mai 2024).
Pierre de Saint Jacob, né à Mervans le 27 janvier 1906 et mort à Dijon le 20 novembre 1960 est un historien français, spécialiste de l’histoire rurale, notamment de la Bourgogne à l’époque moderne.
Son œuvre maîtresse est la thèse qu'il a consacrée aux Paysans de la Bourgogne du nord au dernier siècle de l’Ancien Régime (1960). Sa thèse complémentaire, intitulée Documents relatifs à la communauté villageoise en Bourgogne (1962), rassemble des sources et documents souvent utilisés par les chercheurs.
Il a également écrit de nombreux articles scientifiques qui ont fait l’objet d’une réédition en 2008, sous le titre Des terroirs et des hommes.

## Biographie
Pierre de Saint Jacob est né le 27 janvier 1906, à Mervans, en Saône-et-Loire. Après avoir obtenu son certificat d'études primaires, en juin 1918, alors que son père est encore sur le front, il poursuit de brillantes études à Louhans et entre en octobre 1921 à l'École normale de Mâcon. Il en sort premier trois ans plus tard.
Instituteur stagiaire à Montceau-les-Mines, en pays d'immigration ouvrière, il enseigne ensuite à l'école de garçons de Louhans, de 1925 à 1929, puis au collège. Malgré les obligations de trente heures hebdomadaires de classe, il se lance dans des études supérieures, s'inscrit comme étudiant à la Faculté des lettres de Dijon, apprend seul le latin nécessaire pour obtenir le baccalauréat puis la licence ès-lettres (1930), et enfin étudie l'anglais. Il est élève de Gaston Roupnel et de Pierre Trahard.
 
En octobre 1931, il se met en congé pour préparer le diplôme d'études supérieures (1932) et l'agrégation, à Dijon puis à Lyon, où l'un de ses professeurs sera André Allix. Après plusieurs échecs successifs à l'agrégation, il reprend l'enseignement, à Tournus puis au lycée de Tournon. Il apprend à jouer du violon, se passionne pour l'art, la peinture en particulier, pour l'Italie, pour la Renaissance et les Lumières du XVIIIe, ce « siècle intelligent », disait-il.
À partir de 1935, il engage son travail de chercheur et écrit ses premiers articles sur les troubles agraires en Bourgogne de 1770 à 1789 ou sur l'assolement au XVIIIe siècle, dessinant ainsi les grandes lignes de sa thèse. A la rentrée de 1936, il est nommé au lycée Gérôme de Vesoul. Enfin, en 1938, il se classe 4e au concours de l'agrégation et, en septembre 1939, il rejoint le lycée Carnot à Dijon.
En avril 1943, Pierre de Saint Jacob épouse Fernande Thabussot, jeune agrégée d'histoire, professeur au lycée de jeunes filles de Dijon. Ils auront deux enfants, Françoise et Yves. Mis à part un détachement au CNRS de 1946 à 1948, Pierre de Saint Jacob enseigne près de vingt ans au lycée Carnot, notamment dans les classes de khâgne, avant d'être nommé à la Faculté des lettres en 1957, où ses talents de pédagogue et son approche attentive des élèves sont unanimement reconnus. 
Pierre de Saint Jacob a toujours gardé des liens étroits avec son ancien professeur, Gaston Roupnel, qui l'encourage dans les années 1930 à surmonter les déceptions de l'agrégation et à engager rapidement sa thèse, dont le  sujet avait été choisi avec Marc Bloch, avant sa disparition tragique. Le chantier de la thèse, conduit avec Ernest Labrousse, va dès lors occuper entièrement son esprit, un travail inlassable, appuyé sur le dépouillement des archives et étayé par une succession de nombreux articles - notamment la série sur la communauté rurale.
Tout au long de ces années, il confronte avec passion ses hypothèses avec celles de ses amis historiens – médiévistes, modernistes ou « contemporains » – juristes ou géographes : Robert Folz, Georges Chevrier, Roland Martin, le recteur Bouchard, Lucien Febvre, Robert Boutruche, Pierre Massé, Roger Dion, Victor Tapié ou Robert Schnerb, et ceux de la jeune génération d'alors, Pierre Goubert ou Jean Jacquart. 
Éprouvé par le décès prématuré de son épouse, en 1958, il termine sa thèse, Les paysans de la Bourgogne du nord au dernier siècle de l'Ancien Régime, qu'il soutient en Sorbonne le 24 juin 1959. Il n'aura pas le temps de la voir publiée. Pierre de Saint Jacob meurt d'un accident cardiaque le 20 novembre 1960, à la veille de sa nomination à la chaire d'histoire moderne de l'université de Dijon, créée pour lui. En 1961, cette thèse est récompensée du prix Thérouanne de l'Académie française. 
Il repose au cimetière de son village natal, Mervans.

## Publications
- (avec Marie Bullier, Pierre Quarré, Charles Oursel) Visages de la Bourgogne, Horizons de France, Paris, 1942
- Les paysans de la Bourgogne du nord au dernier siècle de l'Ancien régime, Les Belles Lettres, Paris, 1960. (reéd. Association d'histoire des sociétés rurales-éditions universitaires de Dijon, 1995)
- Documents relatifs à la communauté villageoise en Bourgogne du milieu du XVIIe siècle à la Révolution française, Les Belles Lettres, 1962